# Старая громада

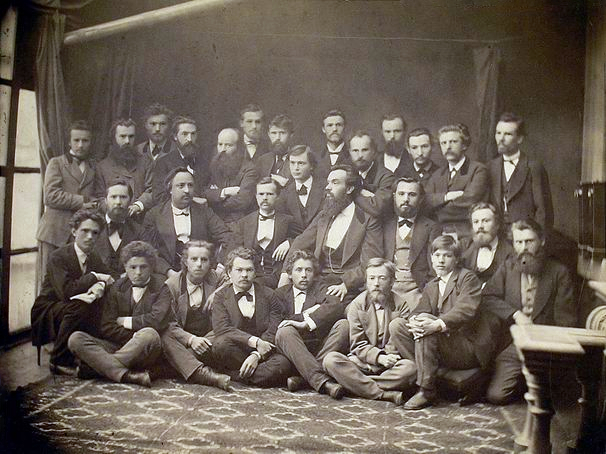
И. С. Нечуй-Левицкий (в центре) с членами «Старой громады»

Старая громада (укр. Стара громада; Старое общество), также Киевская громада (укр. Київська громада), — организация украинской интеллигенции в Киеве, занималась общественной, культурной и просветительской деятельностью, действовала с 1859 по 1876 год, когда была запрещена Эмсским указом.
Среди членов «Старой громады» были Владимир Антонович, Павел Житецкий, Николай Лысенко, Михаил Старицкий, Павел Чубинский, Владимир Страшкевич, Евгений Тимченко, Иван Панченко и другие. Число её членов было около 200 человек.

## История
В 1870-е годы центр украинского национального движения переместился из Петербурга в Киев. Это стало возможным благодаря определенной либерализации всех сторон общественной жизни в Российской империи и в результате проведения политики «великих реформ» 60-70-х годов XIX века.
В 1870-е годы украинское движение получило, по мнению Лысяка-Рудницкого, «определенно политическую окраску». Идеологическим фундаментом украинского движения в это время было народничество — в специфической украинской форме украинофильства. Идейно-организационным центром украинского движения выступила Киевская громада.
Расцвет её деятельности и влияния на общественное сознание и жизнь украинского общества приходится на первую половину 1870-х годов.
После временного прекращения деятельности Киевской громады из-за ряда репрессивных мер центрального правительства, Валуевского циркуляра и польского восстания 1863 года, с 1869 года начинается возрождение деятельности общества.
С 1876 года, после решения, по доносу Юзефовича, киевского отдела Географического Общества и запрета украинской литературы, даже песни на сцене, Старая Киевская Община, — выслав за границу своего члена М. П. Драгоманова притихла и спряталась в подполье. К 1876 году она имела по Украине до сотни своих членов, а после эмсского указа объявила себя ликвидированной, оставшись существовать в большой тайне. Кроме мер к отмене указа проводилась пропаганда украинского сознания во всех слоях населения путем издания в России легальных книг, «бабочек» для народа, и журналов для интеллигенции, как «Киевский Телеграф», «Труд» и нелегальных заграницей, как «Громада» в Женеве и участия в издании «Правды» во Львове. С 80-х годов Киевская Старая Громада начала выпускать «Киевскаю старину», историко-научно-литературный месячник на русском языке (потому что только на таком языке тогда можно было), который просуществовал до 1906 года, когда уже можно было издавать журнал и на украинском языке.
Громадовцы восстанавливают практику еженедельных встреч по субботам для обсуждения общих дел и деятельности в доме кого-либо из членов общины, чаще всего Николая Лысенко или Павла Житецкого.
Киевская громада образца 1870-х годов в отличие от студенческой открытой организации 1860-х годов, превратилась в тайную организацию, вступление в которую был достаточно жестко регламентировано. В организацию принимали тех, кто уже получил высшее образование, кто имел рекомендации и поддержку всех членов Общества: кандидатура избиралась открытым голосованием, и если кто-то один был против, соискатель не принимался.